# 鳄丽鱼属
鱷麗魚屬，是條鰭魚綱䲁形目麗魚科下的一個屬。

## 分類
本屬屬於褶唇麗魚亞科，目前被認可的種如下：
- 淡黑鱷麗魚 Champsochromis caeruleus
- 斑唇鱷麗魚 Champsochromis spilorhynchus